# Marc Penxten
Marc Penxten (Sint-Truiden 16 augustus 1960) is een Belgisch ondernemer en Vlaams-nationalistisch politicus voor de N-VA.

## Levensloop
Marc Penxten is de oudste in een gezin van 5 kinderen. Hij liep basisschool te Alken St.-Joris. Na het overlijden van zijn vader (1981), besliste hij niet verder te studeren. Hij had reeds een diploma van analist-programmeur behaald en stapte in het bedrijf van zijn ouders, dat toen vooral bezig was met loonwerk in de landbouwsector. Ze hadden graaf- en transportmachines en daarnaast een garage voor onderhoud en herstelling van deze machines. Na een 10-tal jaren als vertegenwoordiger van Deutz-Fahr, werd volledig overgegaan naar transport. Het bedrijf groeide tot zo'n 75 vrachtwagens. In 2010 ging Penxten-Mommen een samenwerking aan met het transportbedrijf Frederix in Paal. Frederix was vooral gespecialiseerd in wegenwerken. De activiteiten van Penxten-Mommen lagen in Alken in een zonevreemd gebied. Ze verhuisden daarom volledig naar Paal, dat met de nabijheid van enkele grote verkeersaders, tevens strategischer gelegen was. Voor de exploitatie van Penxten-Frederix leek er geen toekomst meer te zijn omstreeks 2014. De boeken werden neergelegd en het resterende deel van de onderneming werd overgenomen door Penxten-Mommen. Penxten-Mommen heeft zich vooral toegelegd op nationaal en specifiek transport.
Enige tijd na het overlijden van vader Emiel, trad zijn moeder, Jenny Mommen, in de politiek bij de CVP. Marc voerde de campagne voor haar voor de gemeenteraadsverkiezingen van 1982. Ze werd verkozen en werd eerste schepen van Alken. Zelf richtte Marc de CVP-jongeren op in Alken en nam hij deel aan het bestuur van de CVP-jongeren in Limburg. Toen Marc trouwde en er kinderen kwamen, stopte hij zijn politieke activiteit.
Onder impuls van Marc en samen met enkele gelijkgezinden, werd in 2005 de lokale partij "Kristalhelder" opgericht. De naamkeuze was een stevige knipoog naar de plaatselijke brouwerij, waar Cristal Alken gebrouwen wordt. Bij de verkiezingen van 2006 behaalde deze centrumrechtse partij 6 zetels in de gemeenteraad, maar ze bleef in de oppositie. In 2010 raakte de partij verbrokkeld omwille van onenigheid binnen eigen rangen en verlieten enkele sleutelfiguren de partij. In 2010 besloot Penxten een lokale afdeling van de N-VA op te richten. Hij werd zelf lijsttrekker. Bij de verkiezingen van 2012 behaalden ze 6 zetels en ging de partij een coalitie aan met Open VLD en Groen. Penxten werd verkozen tot burgemeester van Alken.
Marc Penxten was gehuwd en heeft 3 kinderen uit zijn eerste huwelijk. Na het plotse overlijden van zijn echtgenote in 1996, kreeg hij in 2015 een vierde kind in een nieuwe relatie.
1. ↑  Penxten legt boeken neer in Beringen. Gearchiveerd op 17 oktober 2017.